# Martin der Mann

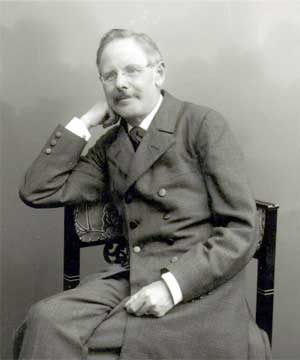
Peter Rosegger um 1905

Martin der Mann ist ein Roman des österreichischen Schriftstellers Peter Rosegger, der 1908 im Verlag von L. Staackmann in Leipzig erschien. In dieser unerfüllbaren Gesellschaftsutopie ist die beabsichtigte Ehe einer Regentin mit dem Mörder ihres Amtsvorgängers von vornherein schöne Illusion.

## Inhalt
Die junge ledige Prinzessin Juliana von Edenstein, einzige Tochter der verwitweten Herzogin Anna, wurde über Nacht zur Regentin des Fürstentums proklamiert, denn ihrem Onkel Herzog Johann wurde im Hochgebirge auf der Adlerjagd am Fuße der Weißhornwand im Beisein des herzoglichen Büchsenspanners Hago Stolland mitten ins Herz geschossen. Als Herzogin muss Juliana das heimatliche Schloss Edenstein im Timertal verlassen und in die Residenz übersiedeln. Die Trauerfeierlichkeiten dort dauern fünf Tage. Tausende heucheln öffentlich ihren Schmerz. Aber die Menge wünscht insgeheim die Volksherrschaft. Unbeobachtet im stillen Kämmerlein kommen die Tyrannei, die Misswirtschaft und das Lotterleben des Ermordeten zur Sprache. Diese Stimmung hatten sich verschwörerische Demokraten, die Weißen Brüder, zunutze gemacht und den Attentäter aus ihren Reihen durch Losentscheid gewählt. Der Todesschütze konnte flüchten.
Nach ihrer Krönung tut Juliana in einer ihrer ersten Amtshandlungen der Familie ihrer Freundin Maria, einer einfachen jungen Frau und Mutter aus Edenstein, Gutes. Marias Ehemann wird vom Militärdienst befreit und darf sofort heimkehren. Später macht Juliana Marias Mann zum Förster im Scharntal. An dieses Tal grenzt der Schatt, ein beinahe undurchdringlicher Urwald.
Julianas Mutter stirbt. Herzogliche Richter verurteilen den Büchsenspanner Hago Stolland zum Tode durch den Strang. Juliana unterzeichnet das Todesurteil. Später wird bekannt, der Mörder des Herzogs ist der ins Gebirge geflüchtete Student Reichensteiner. Nach dem mitverschuldeten Justizmord ist die Herzogin Juliana eine andere. Sie flüchtet zu ihrer Freundin Maria ins Scharntaler Forsthaus und von dort in den Schatt. In dem Urwald trifft sie inkognito auf Martin. Juliana verliebt sich in den athletischen jungen Mann. Dessen Eltern sind verstorben. Der Bruder kam beim Militärdienst ums Leben. Martin baut sich mit lediglich drei bejahrten Helfern um sein Blockhaus einen kleinen landwirtschaftlichen Betrieb auf. Da Martin aus gutem Grund Zurückhaltung übt – er hatte die schöne Herzogin zweimal in der Residenz gesehen – wirbt nun die Frau um den Mann und wird abgewiesen. Juliana, die in Martin einen Menschen gefunden hat, von dem sie nimmer geht, beharrt, will Martin zum Fürsten erheben. Darauf Martin, der Mann: „Ein Thron hat nicht Raum für zwei.“ Nach ihrem Thronverzicht würde der ehemalige Student sie zur Frau nehmen, denn die Unnatur des Hofes konnte ihr offenbar nichts anhaben – so der Mann. Juliana geht. Martin kann auf seinem Waldgrundstück Bauleute beschäftigen, denn das aus politischen Gründen konfiszierte väterliche Vermögen steht dem Sohn teilweise wieder zur Verfügung. Nach einem Jahr kehrt Juliana in den Schatt zurück. Die Fürstin hat auf den Thron verzichtet. Das Fürstentum wird von einem gewählten Rat verwaltet. Juliana, die einstige Fürstin, schaut ihrem Bräutigam bei der Arbeit zu. Wie freundlich und ernsthaft er mit den Arbeitern umgeht!
Kurz vor der Trauung des schönen Paares, die in der Schlosskapelle zu Edenstein stattfinden soll, dringen zwei Abgeordnete des Volkswahlausschusses des Landes in den Schatt vor. Martin Reichensteiner soll in den gesetzgebenden Körper des Landes gewählt werden. Er lehnt ab, weil er lieber Landstriche bewohnbar machen als regieren will. Zur Heiratsabsicht Martins spotten die beiden Gesandten: „… die Fürsten, die er vom Throne nicht herabschießt, die heiratet er herab.“
Am Hochzeitstag – auf dem Wege zum Traualtar – muss sich Martin seiner Braut erklären: Juliana wolle gerade eben den verhassten Mörder ihres Onkels Johann zum Manne nehmen. Vor der Kapelle wählt Juliana den Freitod; stürzt sich in die Tiefe. Martin geht in den Schatt zurück, verlässt dort seine Ansiedlung und bleibt verschollen.

## Rezeption
Zum ausbleibenden Happy End bemerkt Gerhard Pail: „Tod und Kulturpessimismus überschatten selbst positiv konzipierte Handlungsstränge“. Als Exempel zur Schwarzweißmalerei wird zudem von Pail die „Oppositionskonstruktion“ von „negativ gewerteter Stadt“ zur Waldwildnis beobachtet.

### Ausgaben
- Martin der Mann. L. Staackmann, Leipzig 1908 (archive.org).
- Martin der Mann L. Staackmann. Leipzig 1914
- Martin der Mann. Nachdruck des Originals von 1929. Salzwasser Verlag, Paderborn 2014, ISBN 978-3-8460-9802-8.
- Hans Ludwig Rosegger (Hrsg.): Martin der Mann. Nachdruck der Gedenkausgabe 1929. TP Verone Publishing House, Nikosia 2016.

### Sekundärliteratur
- Gerhard Pail: Peter Rosegger – Ein trivialer Ideologe? In: Uwe Baur, Gerald Schöpfer, Gerhard Pail (Hrsg.): „Fremd gemacht?“ Der Volksschriftsteller Peter Rosegger. Böhlau, Wien 1988, ISBN 3-205-05091-6, S. 77–78.